# Spongiosperma
Spongiosperma és un gènere botànic de planta amb flor amb sis espècies que pertany a la família de les apocinàcies. És originari de Sud-amèrica tropical on es distribueix per Colòmbia, Veneçuela i el nord del Brasil.

## Taxonomia
El gènere va ser descrit per James Lee Zarucchi i publicat a Agricultural University Wageningen Papers 87(1): 48–50. 1987[1988].

## Espècies acceptades
A continuació s'ofereix un llistat de les espècies del gènere Spongiosperma acceptades fins a octubre de 2013, ordenades alfabèticament. Per a cadascuna s'indica el nom binomial seguit de l'autor, abreujat segons les convencions i usos.
- Spongiosperma cataractarum  Zarucchi
- Spongiosperma grandiflorum (Huber) Zarucchi
- Spongiosperma longilobum (Markgr.) Zarucchi
- Spongiosperma macrophyllum (Müll.Arg.) Zarucchi
- Spongiosperma oleifolium (Monach.) Zarucchi
- Spongiosperma riparium (Monach.) Zarucchi